# Peter Knudsen (musiker)
Peter Knudsen är en svensk pianist och kompositör, född 22 mars 1980 i Östersund. Peter har studerat på Palmcrantzskolan i Östersund, Bollnäs Folkhögskola och Göteborgs musikhögskola och har belönats med Karl-Fredrik Jehrlanders musikstipendium samt ett stipendium ur jazzpianisten Ingvar Johanssons minnesfond. 

## Biografi
Hans debutskiva Impressions – a Tribute to Debussy and Ravel som gavs ut i december 2008 har uppmärksammats för sin unika blandning av skandinavisk jazz och fransk 1900-talsmusik. Tillsammans med trumslagaren Daniel Olsson och basisten Fredrik Nilsson framförs musik av Debussy och Ravel i nya genomarrangerade triotolkningar och i recensioner av skivan jämförs han med bland andra Jan Johansson och John Lewis.
Under 2010 inledde Knudsen projektet Peterson-Berger Revisited tillsammans med bl.a. saxofonisten Joakim Milder, ett projektet baserat på Wilhelm Peterson-Berger musik i arrangemang för jazzkvartett. 2011 turnerade gruppen med repertoaren och spelade in ett album i tonsättarens hem Sommarhagen. Samtidigt arbetade Knudsen med originalkompositioner för oktetten Peter Knudsen Eight, något som kulminerade i albumet Sagas of the Present som gavs ut via CAM Jazz 2012 
År 2016 fick Peter Knudsen i uppdrag att komponera ny storbandsmusik för Stockholm Jazz Orchestra, vilket ledde till skapandet av Nature Spirits, en svit komponerad med inspiration ifrån nordisk mytologi. Musiken gavs ut 2019 som ett album med samma namn av Do Music Records.
Under 2015 och 2016 deltog Knudsen i ett lärarutbytesprogram i Brasilien, där han uppträdde med en brasiliansk-svensk trio tillsammans med trummisen Kiko Freitas och basisten Zeca Assumpção. Under denna period började han även samarbeta med gruppen Derupeto, en kvartett med Tobias Grim på gitarr, Rubem Farias på bas och Deodato Siquir på trummor och sång, som tillsammans representerar de tre länderna Sverige, Brasilien och Moçambique. Kvartetten släppte sitt debutalbum, Derupeto, 2020.
År 2018 startade Knudsen en duo tillsammans med den klassiska gitarristen David Härenstam. Detta samarbete ledde 2023 fram till det kritikerrosade albumet All in Twilight, ett möte mellan klassisk gitarr och jazzpiano med repertoar som sträcker sig från japansk konstmusik till svensk folkmusik. Knudsen och Härenstams duoarbete integrerades i "Expanding Horizons", ett konstnärligt forskningsprojekt kring improvisation över klassisk 1900-talsmusik som även ledde fram till albumet Reimaginations 2024. På detta album får Knudsen sällskap av improvisationsmusiker från Sverige och Norge i konstellationer från duo till sextett.
Peter Knudsen är även verksam som universitetslektor vid Musikhögskolan vid Örebro universitet, där han undervisar i piano, improvisation och ensemblespel. I denna roll har han varit involverad i forskningsprojekt som utforskar skärningspunkten mellan musikutövande och artificiell intelligens, utöver sin egen forskning om improvisation och klassisk 1900-tals musik. Han slutför för närvarande en forskarutbildning inom konstnärlig forskning vid Norges teknisk-naturvetenskapliga universitet.

## Diskografi
- 2006 – Aurora med Blåeld (Footprint Records)
- 2008 – Impressions – a Tribute to Debussy and Ravel med Peter Knudsen Trio (Found You Recordings)
- 2012 – Sagas of the Present med Peter Knudsen Eight (CAM Jazz)
- 2013 – Peterson-Berger Revisited med Peter Knudsen Kvartett (Home)
- 2021 – Plays the music of Peter Knudsen: Nature Spirits med Stockholm Jazz Orchestra (Do Music)
- 2021 – Derupeto (Nobel Records)
- 2023 – All in Twilight med David Härenstam (Daphne)
- 2024 – Reimaginations (Skaleidoscope Music)